# Bootherium bombifrons
Il booterio (Bootherium bombifrons), noto anche come bue muschiato dall'elmo o bue muschiato di Harlan, è un mammifero artiodattilo estinto, appartenente ai bovidi. Visse tra il Pleistocene medio e il Pleistocene superiore (circa 700.000 - 10.000 anni fa) e i suoi resti fossili sono stati ritrovati in Nordamerica. 

## Descrizione
Questo animale era molto simile all'odierno bue muschiato (Ovibos moschatus), seppur molto più grande: si stima un peso standard di 420 chilogrammi. I maschi di Bootherium erano più alti e proporzionalmente più snelli di quelli della specie odierna. Inoltre le femmine di Bootherium erano non solo più alte delle loro controparti attuali, ma avevano anche le zampe anteriori e posteriori più ravvicinate. I crani degli esemplari maschi di Bootherium erano più lunghi e profondi, con corna più alte e rigonfie, dalle basi massicce e fuse assieme. L'attuale bue muschiato, invece, possiede un solco a separare le corna. Un'altra caratteristica di Bootherium era data dalla presenza di un'area vasta e ruvida tra le corna.
Uno scheletro parziale ritrovato nella zona di Little Eldorado Creek nei pressi di Fairbanks, in Alaska, ha conservato tracce di pelame. Questi resti indicano che Bootherium possedeva un pelo di colore marrone scuro come quello del bue muschiato attuale, ma in generale era più corto e sottile. Un altro indizio che il pelame di Bootherium fosse più corto è dato dal fatto che le orbite di questo animale erano meno proiettate all'infuori rispetto a quelle del bue muschiato, che ha il pelame molto lungo e quindi necessita di occhi sporgenti per non esserne troppo infastidito.

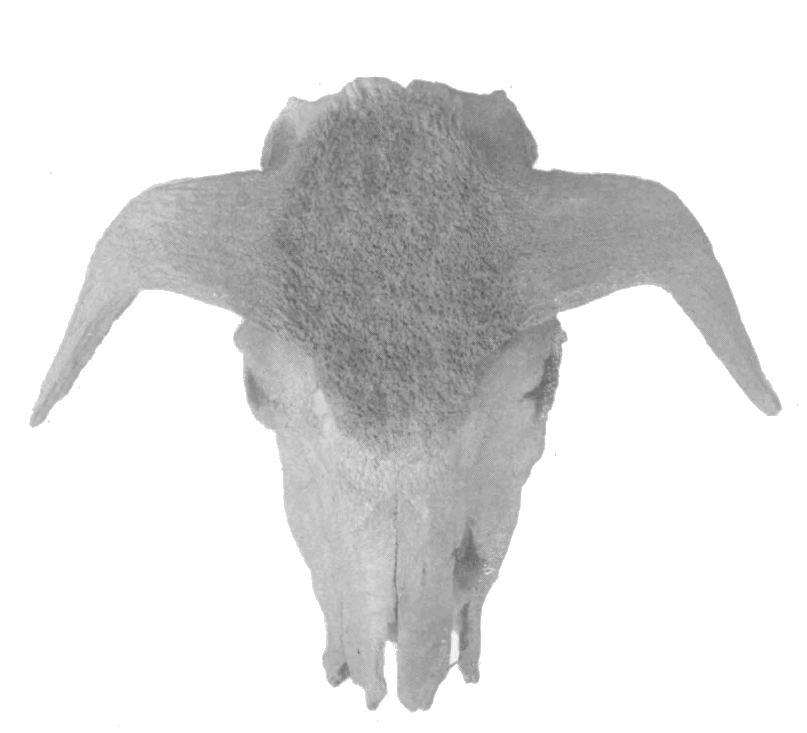
Cranio di Symbos cavifrons (=Bootherium bombifrons) tratto dalla pubblicazione "On a Nearly Complete Skull of Symbos cavifrons Leidy from Michigan" di E. C. Case, 1915

## Classificazione
Bootherium bombifrons venne descritto per la prima volta nel 1825 da Harlan, che ne studiò un cranio rinvenuto nella Contea di Boone in Kentucky. Successivamente vennero ritrovati numerosi altri resti di questo animale in gran parte degli Stati Uniti e in Canada (Alaska, Arkansas, California, Idaho, Illinois, Indiana, Louisiana, Missouri, Michigan, Montana, Nebraska, New Jersey, North Carolina, Oklahoma, Utah, Virginia, Texas, West Virginia, Wyoming, Alberta, Saskatchewan, Yukon). Altre specie descritte successivamente (ad esempio Symbos cavifrons) sono state poi attribuite a Bootherium bombifrons, e numerosi esemplari sono risultati essere maschi e femmine della stessa specie.
Bootherium è considerato uno dei più stretti parenti dell'attuale bue muschiato (Ovibos moschatus), nel gruppo degli Ovibovini. Altri ovibovini presenti in Nordamerica nel Pleistocene erano Euceratherium e Soergelia. È possibile che l'antenato di Bootherium e di Ovibos fosse Praeovibos, un animale dall'ampia distribuzione tipico del Pleistocene medio.

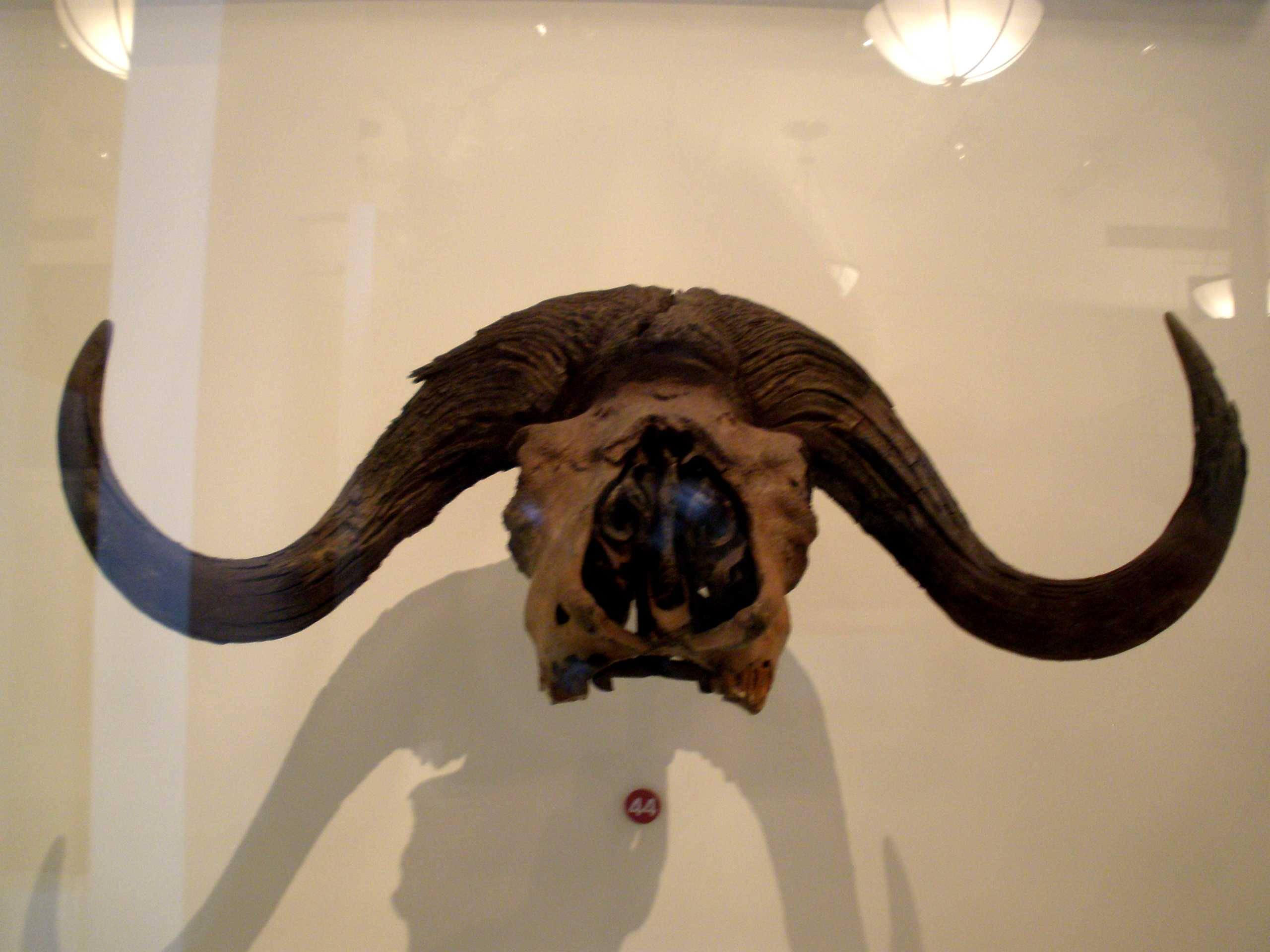
Cranio di Bootherium bombifrons

## Paleoecologia e paleobiologia
Forse i buoi muschiati dall'elmo si sono evoluti in ampie valli intermontane della 'Beringia' (un territorio tra la Siberia nordorientale e il territorio a est del delta del fiume Mackenzie), disperdendosi verso sud nei periodi più freddi delle glaciazioni.
Le prove riguardanti l'habitat di questa specie sono incerte: diversi ricercatori hanno concluso che Bootherium era una forma che viveva nei boschi e che si nutriva lungo i margini dei laghi e delle foreste, ed è stato probabilmente un membro della fauna comprendente altri grandi mammiferi estinti, come i mastodonti americani (Mammut americanum), l'alce di Scott (Cervalces scotti) e castori giganti (Castoroides ohioensis); altri studiosi ritengono che fosse una forma di steppa, altri ancora che fosse adatto alle praterie o alle tundre, o infine alle praterie alpine. Probabilmente, tutti questi habitat erano occupati in diversi momenti da Bootherium, ed è opportuno considerare questo animale altamente adattabile. Un esemplare proveniente da Dease Lake nella Columbia Britannica suggerisce che questi buoi muschiati potevano adattarsi al terreno montagnoso. Fossili dalla penisola Saanich, dall'Isola di Vancouver, e dalla piattaforma continentale atlantica indicano che mandrie di Bootherium erano in grado di adattarsi al terreno pianeggiante vicino al livello del mare. Analisi di feci fossili associate a un grande esemplare rinvenuto in Alaska suggerisce che questo animale si era nutrito di erbe e carici durante l'inverno.

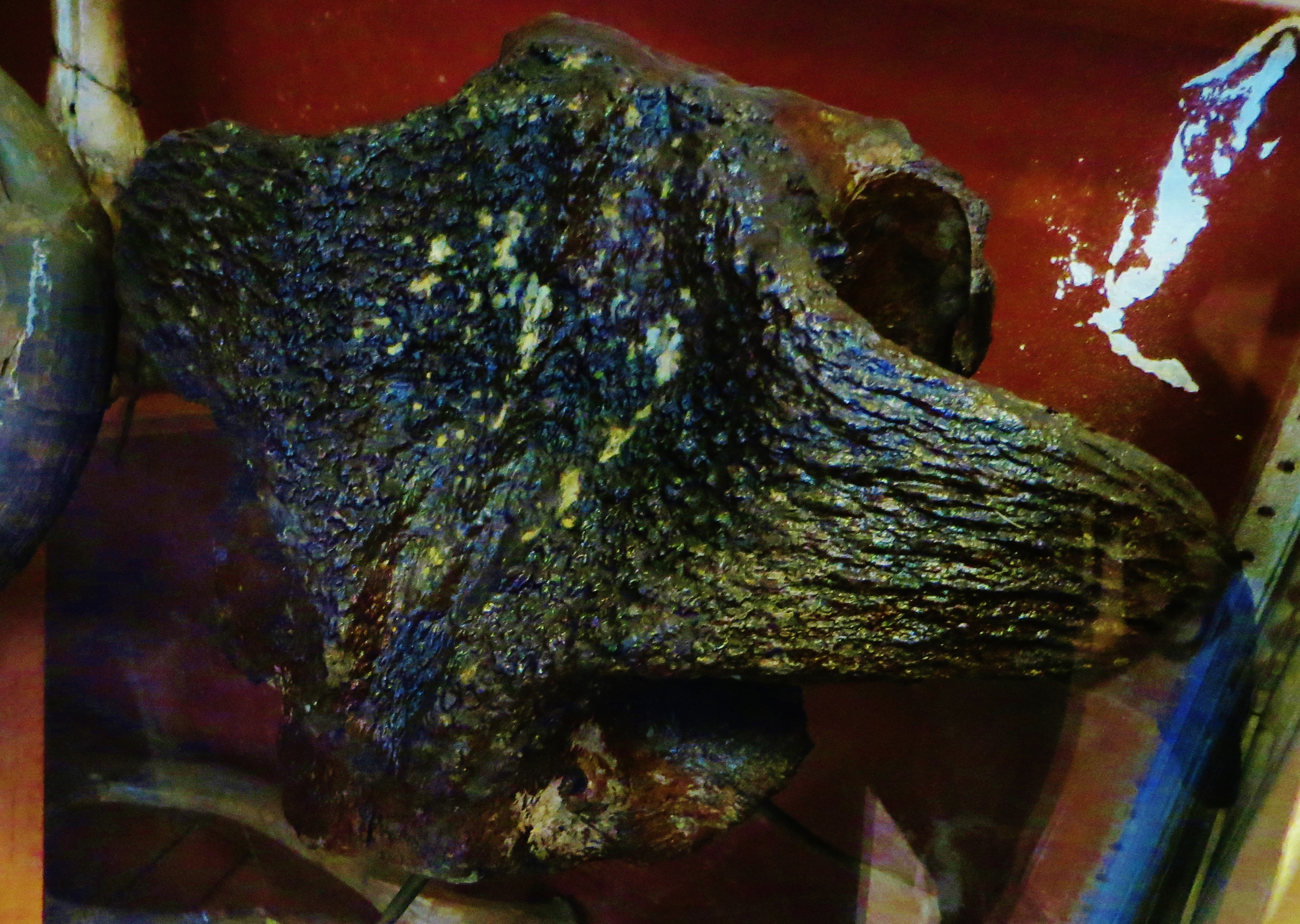
Cranio di Bootherium. In evidenza la regione di fusione delle corna.

I maschi adulti senza dubbio usavano le loro massicce corna negli scontri durante il periodo di accoppiamento. Le lunghe corna ricurve con taglienti, punte rivolte all'insù servivano ad entrambi i sessi come armi formidabili contro i predatori come i lupi. È probabile che i buoi muschiati dall'elmo non siano stati ampiamente cacciati dagli uomini, anche se scaglie di pietra e altri strumenti sono stati recuperati in associazione con ossa di Bootherium e di una specie di cavallo (Equus conversidens) nel sito St. Mary Reservoir in Alberta. Inoltre, una parte di tibia di Bootherium proveniente da Saltville, Virginia, datata a circa 14.000 anni fa, sembra essere stata modificata da esseri umani.
Nonostante la sua (apparente) ampia adattabilità ambientale, la rapida evoluzione dell'ambiente e la concorrenza con i buoi muschiati di tundra nelle zone settentrionali, e con i bisonti nelle zone più a sud, furono probabilmente più importanti per l'estinzione di Bootherium rispetto alla caccia umana. Questa specie si estinse verso la fine dell'ultima glaciazione circa 11.000 anni fa, come i mammut e i mastodonti americani.